# Asahi SUPER DRY Access All Area
『Asahi SUPER DRY Access All Area』（アサヒスーパードライ・アクセスオールエリア）は、1999年10月3日から2005年3月27日までJFN系列で放送されていたラジオ番組。アサヒビールの一社提供。放送時間は毎週日曜 15:00 - 15:55（日本標準時）。
番組の終了後、替わって『ASAHI SUPER DRY MUSIC ALIVE』がスタートした。

## 歴代パーソナリティ
- 玉川美沙[1]（1999年10月 - 2003年3月）
- おちまさと（2003年4月 - 2005年3月）